# 富蘭克林鎮區 (印第安納州歐文縣)
富蘭克林鎮區（英語：Franklin Township）是位於美國印地安納州歐文縣的一個行政鎮區。

## 地方資料
根據2010年美國人口普查的數據，富蘭克林鎮區的面積為90.90平方千米，當中陸地面積為90.90平方千米，而水域面積為0.00平方千米。當地共有人口1269人，而人口密度為每平方千米13.96人。